# Richard A. Cloward
Richard Andrew Cloward (* 25. Dezember 1926 in Rochester, New York; † 20. August 2001, Manhattan) war ein US-amerikanischer Soziologe, Kriminologe und Bürgerrechtler.

## Leben
Richard A. Cloward war Sohn des radikalen Baptisten-Predigers Donald Cloward und dessen Frau, einer Künstlerin, die sich Esther Fleming nannte. Von 1944 bis 1946 diente er (zuletzt als Leutnant zur See) in der United States Navy, danach studierte er bis zum Bachelor-Examen 1949 Sozialarbeit an der University of Rochester und erwarb dann 1950 das Master-Examen an der Columbia University, School of Social Work. Von 1951 bis 1954 war er Oberleutnant der United States Army und wurde unter anderem als Sozialarbeiter in einem Militärgefängnis eingesetzt. Noch 1954 kehrte er als Assistenzprofessor Columbia's School of Social Work zurück, wo er sich 1958 im Fach Soziologie promovierte und Professor wurde. Bis zu seinem Tod lehrte er insgesamt 47 Jahre an der Columbia University.
Cloward entwickelte gemeinsam mit Lloyd E. Ohlin die merton'sche Anomietheorie weiter und verknüpften sie mit der Subkulturtheorie. Nach ihrer Auffassung steigt die Kriminalitätswahrscheinlichkeit nicht allein aus Mangel an legitimen Mitteln zur Erreichung allgemein üblicher Ziele. Es komme entscheidend auch auf die Verfügbarkeit illegitimer Mittel an, die in Subkulturen eher zur Verfügung gestellt würden. Darauf aufbauend entwickelten Cloward und Ohlin ein Mobilisierungsprojekt für Jugendliche auf der Lower East Side von Manhattan, das zu einem Modell für viele Regierungsprogramme wurde.
Cloward verband akademische Arbeit mit sozialem und politischem Engagement und war für zahlreiche Protestbewegungen impulsgebend, so 1966 als Mitbegründer der National Welfare Rights Organization. Gemeinsam mit seiner Ehefrau Frances Fox Piven veröffentlichte Cloward mehrere Untersuchungen zur Situation der Armen in den Vereinigten Staaten. 1982 gründeten sie Human SERVE (Service Employees Registration and Voter Education), eine Organisation, die Menschen dazu zu bringen versuchte, sich für die Wahlen registrieren zu lassen. Deren Aktivitäten führten letztlich zu einem Gesetz (Motor Voter Act), das vom US-Präsidenten Bill Clinton auf den Weg gebracht wurde.
Derartige Aktivitäten seien unter Sozialwissenschaftlern selten, bewertete Herbert J. Gans, ebenfalls Soziologe an der Columbia University, die Aktivitäten des Ehepaars: „They actually invented social programs that became social policy“ (Übersetzt: Sie entwickelten tatsächlich Sozialprogramme, die zu Sozialpolitik wurden).

## Schriften (Auswahl)
- Delinquency and opportunity. A theory of delinquent gangs. Free Press, Glencoe, Illinois 1960 (mit Lloyd Ohlin).
- Poor people's movements. Why they succeed, how they fail. Pantheon Books, New York 1977 (mit Frances Fox Piven), ISBN 0-394-48840-7.
  - auf Deutsch Aufstand der Armen. Suhrkamp, Frankfurt am Main 1986, ISBN 978-3-518-11184-0.
- Regulating the poor. The functions of public welfare. 2. Auflage, Vintage Books, New York 1993 (mit Frances Fox Piven), ISBN 0-679-74516-5.
  - auf Deutsch Regulierung der Armut: die Politik d. öffentl. Wohlfahrt. Suhrkamp, Frankfurt am Main 1977, ISBN 978-3-518-10872-7.
- The breaking of the American social compact, New Press, New York 1997 (mit Frances Fox Piven), ISBN 1-56584-391-6.
- Why Americans still don't vote. And why politicians want it that way. 2. Auflage, Boston 2000 (mit Frances Fox Piven), ISBN 0-8070-0449-9.